# 水雷
水雷（すいらい）は、火薬の爆発によって直接船艇へ攻撃を行う兵器のうち、水中で爆発する兵器の総称。地中で爆発する地雷の対義語に近い言葉で、日本独自の区分と言われる。
具体的には、機雷（機械水雷）、魚雷（魚形水雷）、爆雷などを指す。黎明期には外装水雷というものも存在した。
最初の（オリジナルの）水雷は19世紀に発明され、水雷を主要武器とした水雷艇を生み出した。水雷艇は後に駆逐艦に取って代わったことから、これら水雷艇や駆逐艦を中心に編成され水雷戦を行う艦隊を日本海軍では「水雷戦隊」と称した。
日本では薩英戦争の際に薩摩藩が自作の水雷を鹿児島湾に浮かべた記録がある。このとき使われた水雷は機雷であったようである。